# High Hope!
| Recensione | Giudizio |
| ---------- | -------- |
| AllMusic   |          |

High Hope! è un album del pianista jazz statunitense Elmo Hope, pubblicato dall'etichetta discografica Beacon Records nel 1961.

## Tracce

### LP
Lato A
Musiche di Elmo Hope.
1. Chips – 4:55
2. Hot Sauce – 3:31
3. Moe's Bluff – 4:18

Lato B
Musiche di Elmo Hope.
1. Maybe So – 4:28
2. Mo Is On – 4:37
3. Crazy – 4:15

## Musicisti
Chips / Hot Sauce / Moe's Bluff

Elmo Hope Trio
- Elmo Hope – piano
- Paul Chambers – contrabbasso
- Philly Joe Jones – batteria

Maybe So / Mo Is On / Crazy

Elmo Hope Trio
- Elmo Hope – piano
- Edward Warren – contrabbasso
- Granville Hogan – batteria

Note aggiuntive
- Joe Davis – produttore[2]